# Brottsplats Edinburgh
Brottsplats Edinburgh (originaltitel: Case Histories) är en brittisk kriminalserie som började produceras 2011. Medverkande är bland andra Jason Isaacs och Amanda Abbington, och serien handlar om mord som begås i   Edinburgh i Skottland.

## Skådespelare
- Jason Isaacs som Jackson Brodie
- Amanda Abbington som D.C. Louise Munroe
- Zawe Ashton som Deborah Arnold
- Millie Innes som Marlee Brodie
- Natasha Little som Julia Land
- Kirsty Mitchell som Josie Brodie
- Edward Corrie som Marcus Stewart
- Martin Stevenson som Archie Munroe
- Rory Barraclough som Young Jackson Brodie
- Allan Linsday som Francis Brodie
- Paterson Joseph som Patrick Carter
- Emma Hartley-Miller som Kelly Cross